# María Teresa Andruetto
María Teresa Andruetto (Arroyo Cabral, 26 de enero de 1954) es una escritora argentina.
En 2012 recibió el premio Hans Christian Andersen, considerado el «pequeño Nobel de la literatura».La construcción de la identidad individual y social, las secuelas de la dictadura en su país y el universo femenino son algunos de los ejes de su obra. 

## Biografía
Hija de un partisano piamontés que llegó a Argentina en 1948 y de una descendiente de piamonteses afincados en la llanura, María Teresa Andruetto nació en Arroyo Cabral y pasó su infancia en la localidad de Oliva (Córdoba). Estudió Letras Modernas en la Universidad Nacional de Córdoba.
Practicante y especialista en literatura infantil y juvenil, Andruetto estuvo en 1983 entre los fundadores del Centro de Difusión e Investigación de Literatura Infantil y Juvenil (CEDILIJ); en esta institución formó parte del equipo docente y ejecutivo por espacio de una década.Durante decenios ha trabajado en esta área, participando en la formación de maestros, fundación de centros de estudio y revistas especializadas, dirigiendo colecciones y participando en planes de lectura. 
Fue la primera escritora argentina y en lengua española en ganar el premio Hans Christian Andersen (2012).
Su obra, que ha sido distinguida con numerosos galardones, se estudia en universidades americanas y europeas, y a partir de ella se han realizado libros, objetos, cortometrajes, espectáculos poético-musicales, coreografías, espectáculos de narración oral escénica y adaptaciones teatrales. Su narrativa ha sido traducida a diversos idiomas (alemán, chino, francés, gallego, inglés, italiano, lituano, portugués, turco), al igual que su poesía, que, además, ha sido antalogada tanto en Argentina como en otros países. 
Es profesora invitada en numerosos espacios de formación de grado y posgrado y autora invitada en congresos, seminarios, ferias y jornadas, en su país y en el extranjero. Tuvo una presentación muy destacada en el 8º Congreso de la lengua española, en Córdoba, Argentina 
Codirige la colección Narradoras Argentinas en la Editorial Universitaria de Villa María (EDUVIM), donde busca rescatar la obra de escritoras de su país desaparecidas que publicaron entre los años cincuenta y primeros de noventa.
Tiene dos hijas y vive con su marido en un paraje de las sierras de Córdoba.

## Obra

### Novelas
- 1993: Tama
- 2003: La mujer en cuestión
- 2010: Lengua madre
- 2015: Los manchados
- 2022: La mama de pepe murió por bazuco

### Cuentos
- 2002: Todo movimiento es cacería
- 2012: Cacería
- 2017: No a mucha gente le gusta esta tranquilidad

### Crónicas
- 2021: Extraño oficio

### Poesía
- 1993: Palabras al rescoldo
- 1993: Réquiem
- 1998: Pavese y otros poemas
- 2001: Kodak
- 2005: Beatriz
- 2008: Pavese-Kodak
- 2009: Sueño americano
- 2010: Tendedero
- 2017: Cleofé
- 2018: Rembrandt/Beatriz
- 2019: Poesía reunida

### Teatro
- 2006: julio"

### Ensayos
- 2003: Fragmentaciones. Poesía y poética de Alejandro Schmidt
- 2003: La construcción del taller de escritura
- 2008: Hacia una literatura sin adjetivos
- 2008: La escritura en el taller
- 2012: La lectura, otra revolución

### Literatura infantil y juvenil
- 1993: Misterio en la Patagonia
- 1993: El anillo encantado
- 1997: Stefano
- 1997: Huellas en la arena
- 1999: Fefa es así
- 2000: Campeón
- 2001: La mujer vampiro
- 2003: Benjamino
- 2003: El país de Juan
- 2004: El caballo de Chuang Tzu
- 2004: Solgo
- 2005: Veladuras
- 2006: El árbol de lilas
- 2007: Trene
- 2008: La durmiente
- 2011: La niña, el corazón y la casa
- 2012: Zapatero Pequeñito
- 2017: Clara y el hombre en la ventana

## Premios y reconocimientos
- Mención en el Concurso del Pajarito Remendado 1988
- Premio Municipal de Literatura Luis José de Tejeda 1992 por la novela Tama (Córdoba)
- Mención en el Concurso Un millón de Pajaritos en Vuelo 1993
- White Ravens 1998 de la Internationale Jugendbibliothek con Stefano[5]
- Premio Novela Fondo Nacional de las Artes 2002 por La mujer en cuestión
- Finalista Premio Clarín de Novela 2007 con Lengua madre
- Premio Iberoamericano SM de Literatura Infantil y Juvenil 2009[6]
- Finalista del Premio Rómulo Gallegos 2011 con Lengua madre
- Premio Hans Christian Andersen de Literatura Infantil y Juvenil, 2012
- Premio Universitario de Cultura “400 años”[7]
- Premio Konex de Platino a las Letras en la disciplina Literatura Infantil, 2014
- Premio Internacional de Cuento Tierra Ignota
- Lista de Honor de IBBY
- Finalista del Premio Sent Sovi/Ediciones Destino
- Mejores Libros del Banco del Libro de Caracas
- Destacados de la Asociación de Literatura Infantil y Juvenil Argentina
- Visitante Ilustre de la localidad de Ucacha, provincia de Córdoba
- Premio Legión del Libro.
- Huésped de Honor de la Ciudad de Cosquín, provincia de Córdoba.